# قسم تشاه مبارك الريفي (مقاطعة عسلوية)
قسم تشاه مبارك الريفي (بالفارسية: دهستان چاه‌مبارک) هي قسم تقع في إيران في Chah-e Mobarak District. يقدر عدد سكانها بـ 6,809 نسمة .